# Chicago Mustangs 1967
Questa pagina raccoglie i dati riguardanti il Chicago Mustangs nelle competizioni ufficiali della stagione 1967.

## Stagione
Nell'estate 1967 il club italiano del Cagliari disputò il campionato statunitense organizzato dalla United Soccer Association: accadde infatti che tale campionato fu disputato da formazioni europee e sudamericane per conto delle franchigie ufficialmente iscritte al campionato, che per ragioni di tempo non avevano potuto allestire le proprie squadre. Il Cagliari rappresentò i Chicago Mustangs, e chiuse al terzo posto nella Western Division, con 3 vittorie, 7 pareggi e 2 sconfitte, non qualificandosi per la finale (vinta dai Los Angeles Wolves, rappresentati dai Wolverhampton Wanderers). Roberto Boninsegna, con 11 reti all'attivo, fu il capocannoniere del torneo.

## Organigramma societario
Area direttiva
Area tecnica
- Allenatore: Manlio Scopigno[2]
- Vice-allenatore: Ugo Conti